# エフド
エフド、エホド、エフデ（英語 Ehud ben‑Gera 、ヘブライ語 אֵהוּד בֶּן‑גֵּרָא）とは、旧約聖書の登場人物。
2番目の士師。エフドはベニヤミン族のゲラの子（士師記3:15）。左利きだった（士師記3:15）。

## 生涯

### 選ばれた経緯
初めの士師オトニエルが死んですぐに、イスラエルの民はヤハウェに対して悪を行うようになった。それゆえ、モアブの王エグロンとその同盟軍が攻めて来て、民は18年のあいだモアブに虐げられた。民がヤハウェに助けを呼び求めると、神は「救出者」（士師記3:15）としてエフドを選ばれた。

### モアブへの反攻
そして、民はエフドによってエグロンに貢ぎ物を送らせる事となったが、エフドは一ゴメドの長さの剣を作り、左利きであったので右の股に剣を収めた（士師記3:15、16）。貢ぎ物を差し出し終えると、貢ぎ物の担い手たちを去らせ、エフド自身はギルガルから再度エグロンの下に引き返した（士師記3:18）。エフドはエグロンに二人きりで話したい旨を申し出、エフドの部屋に入った（士師記3:19）。王は涼しげな部屋に座しているところであった。そして、神のお告げがある事を話すと、エグロンは興味を示し立ち上がった（士師記3:20）。不意をついてエフドは剣をエグロンに突き刺すと、エグロンは太っていたので剣は腹に覆い被さり、糞便が出てきた（士師記3:21、22）。そして、エフドは素早く部屋の錠を掛けて廊下に出て逃走した（士師記3:23）。エグロンの従者は様子をうかがいに来たが、鍵がかかっていて中へ入れず死体の発見に手間取っている内にエフドは完全に逃げる事ができた（士師記3:24-26）。彼はセイラにまで行くと角笛を吹いて民を集め、モアブを一気に打ち破った。モアブ人およそ一万人が殺害された（士師記3:26-29）。こうして、その後エフドが死ぬまで80年間は平和が続いた（士師記3:30）。